# Mundur wojewódzki
Mundur wojewódzki – odświętny strój szlachty polskiej, noszony podczas zjazdów sejmikowych i sejmowych, stosowany w latach 1776-1795.
Sejm ordynaryjny z 1776 roku zalecił szlachcie każdego województwa obranie sobie jednolitych strojów, wykonanych obowiązkowo z sukna krajowego, które miały być elementem wyróżniającym i identyfikującym posłów z danego regionu. Mimo że konstytucja sejmowa nie precyzowała wyglądu mundurów i wprowadzała dowolność ich noszenia, niemal natychmiast przystąpiono do realizacji zaleceń sejmu i poszczególne sejmiki gospodarskie uchwaliły własne barwy kontuszy, żupanów oraz pasów. Na sejm w 1778 roku panowie zjechali już w mundurach wojewódzkich. Część województw (m.in. brzeskokujawskie i inowrocławskie) wprowadziła także odrębne mundury sejmowe, różne od tych zakładanych na sejmiki. Prawo o mundurach wojewódzkich potwierdził sejm z 1780 roku, zakazując jednocześnie noszenia do nich jakichkolwiek ozdób.
Mundury wojewódzkie, powstałe na fali oporu konserwatywnie nastawionej szlachty przeciwko modzie francuskiej, przyczyniły się do budzenia świadomości narodowej i odegrały rolę w procesie tworzenia się polskiego stroju narodowego. Nawiązał do nich sejm Księstwa Warszawskiego, wprowadzając dla szlachty całego kraju jednolity odświętny strój.